# Saint-Pastour

Saint-Pastour este o comună în departamentul Lot-et-Garonne din sud-vestul Franței. În 2009 avea o populație de 390 de locuitori.

## Evoluția populației
| An        | 1975 | 1982 | 1990 | 1999 | 2006 | 2009 |
| --------- | ---- | ---- | ---- | ---- | ---- | ---- |
| Populație | 338  | 343  | 347  | 361  | 381  | 390  |